# 沃比克 (密歇根州)
沃比克（英語：Wobic）是位於美國密歇根州馬凱特縣洪堡鎮區的一個非建制地區。此地得名自梅諾米尼語的「岩石」。

## 地理
沃比克所處的海拔為高於海平面500米（即1640英呎），而該地所採用的時區為UTC-5，即北美东部時區（EST）。同時該地設有夏令時間，為UTC-5調快一小時，即UTC-4（EDT）。